# Sigmund Suttner
Sigmund „Siggi“ Suttner (* 7. Februar 1953 in Bad Tölz) ist ein ehemaliger deutscher Eishockeytorwart.

## Karriere
Sigmund Suttner begann seine Karriere im Nachwuchsbereich des SC Reichersbeuern. Von dort wechselte er in den Nachwuchs des EC Bad Tölz, für dessen Herrenmannschaft er von 1972 bis 1976 spielte. Für jeweils zwei Jahre spielte er ab 1976 für den EV Landshut und für den EC Deilinghofen, bevor er von 1980 bis 1983 für den Kölner EC aktiv war. 1982 nahm er mit dem KEC am Spengler Cup teil. 1983 lief sein Vertrag beim KEC aus und Suttner wechselte zum Bundesliga-Aufsteiger ERC Freiburg. 1984 ging der ERCF in Konkurs und Suttner war zunächst vereinslos, ehe er ein Angebot über zwei Monate vom EHC Arosa annahm. Nach Ablauf dieser zwei Monate, die für ihn sportlich sehr positiv verliefen, wechselte er im Dezember 1983 zum BSC Preussen.
Ab 1986 spielte er jeweils eine Saison beim EV Landshut, SC Riessersee, ECD Sauerland und EHC Freiburg und beendete 1990 seine Karriere. Suttner blieb auch nach seiner Sportkarriere im Breisgau.
International spielte er für die deutsche Eishockeynationalmannschaft bei den Eishockey-Weltmeisterschaften 1977, 1979 und bei den Olympischen Winterspielen 1980. Am 15. April 1979 hielt er gegen die Sowjetunion in einer Weltmeisterschaftspartie 96 Torschüsse und ist seither auch als Held von Moskau bekannt.